# Goście, goście (seria)
Goście, goście – seria francuskich filmów komediowych wyprodukowanych przez m.in. Alaina Terziana. W rolach głównych występują Jean Reno i Christian Clavier.
Do tej pory powstały 3 filmy :
| Tytuł polski                       | Tytuł francuski                        | Rok premiery     | Reżyseria        |
| ---------------------------------- | -------------------------------------- | ---------------- | ---------------- |
| Goście, goście                     | Les Visiteurs                          | 1993             | Jean-Marie Poiré |
| Goście, goście II – korytarz czasu | Les Couloirs du temps: Les visiteurs 2 | 1998             | Jean-Marie Poiré |
| Goście, goście III: Rewolucja      | Les Visiteurs 3: La Révolution         | 2016             | Jean-Marie Poiré |
| Goście, goście IV                  | Les Visiteurs 4                        | 2023 (planowany) | Jean-Marie Poiré |

## Obsada
| Postać                            | Film                  | Film                                      | Film                                 | Film                     |
| Postać                            | Goście, goście (1993) | Goście, goście II – korytarz czasu (1998) | Goście, goście III: Rewolucja (2016) | Goście, goście IV (2023) |
| --------------------------------- | --------------------- | ----------------------------------------- | ------------------------------------ | ------------------------ |
| hrabia Godefroy Montmirail        | Jean Reno             | Jean Reno                                 | Jean Reno                            | Jean Reno                |
| giermek Jacquouille la Fripouille | Christian Clavier     | Christian Clavier                         | Christian Clavier                    | Christian Clavier        |

## Box office
| Tytuł                      | Goście, goście (1993) | Goście, goście II – korytarz czasu (1998) | Goście, goście III: Rewolucja (2016) | Goście, goście IV (2023) |
| Budżet                     | 9 500 000 $           | 23 030 000 €                              | 28 400 000 $                         |                          |
| Dochód z biletów           | 98 800 000 $          | 66 000 000 $                              | 18 600 000 $                         |                          |
| Razem - dochód z biletów : | 183 400 000 $         | 183 400 000 $                             | 183 400 000 $                        |                          |
| -------------------------- | --------------------- | ----------------------------------------- | ------------------------------------ | ------------------------ |